# Centrale aux Outardes-4
La centrale aux Outardes-4 est une centrale hydroélectrique et un barrage érigés sur la Rivière aux Outardes par Hydro-Québec, à Rivière-aux-Outardes, sur la Côte-Nord, au Québec. Cette centrale, d'une puissance installée de 785 MW, a été mise en service en 1969 dans le cadre du projet Manic-Outardes.